# Ulla Ryum
Ulla Ryum (ur. 4 maja 1937 w Kopenhadze, zm. 30 maja 2022) – powieściopisarka, nowelistka, autorka sztuk teatralnych, scenarzystka i reżyserka.

## Życiorys i twórczość
Urodziła się 4 maja 1937 w Kopenhadze. Była córką prawnika. Ukończyła szkołę hotelarską. 
Debiutowała w 1962 dwuczęściową powieścią Zwierciadło. Pierwsza część, realistyczna, napisana została prozą, natomiast druga, rozgrywająca się w sferze snów i marzeń, ujęta została w formę dramatu. W utworze, niczym w zwierciadle, odbijają się portrety ludzi i stosunki międzyludzkie.
Podobną tematykę poruszyła w następnych utworach, mikropowieściach Nocny ptak (1963) i Śmieszka (1965). Pierwsza z nich jest wnikliwym studium kobiety, którą zawiodło życie i miłość. Potwierdzenie swej człowieczej godności znajduje ona w akceptacji samotności. Z kolei w Śmieszce opowieść o niemożności nawiązania kontaktów międzyludzkich umieszczona została na tle obrazów dziwnego ptaka wydającego głos przypominający śmiech. Opowieść ta związana jest także z mitem o Orfeuszu i Eurydyce.
Twórczość Ryum zawiera elementy zarówno epiki i liryki, jak i dramatu. Wśród tomów nowel jej autorstwa na uwagę zasługują Tysięczne lasy (1969) i Noty o dniu dzisiejszym i wczorajszym (1971). Opublikowała również sztuki teatralne W świecie Joanny (1983) i Marie Grubbe (1985).
Ulla Ryum jest reprezentowana w licznych antologiach opowiadań duńskich. W Polsce jej utwory znalazły się w Serii Dzieł Pisarzy Skandynawskich wydanej przez Wydawnictwo Poznańskie. Były to Nocny ptak i O dniu wczorajszym (1974).
Prozę Ryum na język polski tłumaczyła Maria Krysztofiak-Kaszyńska.
Była autorką scenariuszy filmów i seriali telewizyjnych, miała doświadczenia również jako reżyser.
Zdobyła nagrodę duńskich dramaturgów (duń. Danske Dramatikeres Hæderspris).